# Castel San Pietro Terme
Castel San Pietro Terme is een gemeente in de Italiaanse metropolitane stad Bologna (regio Emilia-Romagna) en telt 20824 inwoners (31-12-2019). De oppervlakte bedraagt 148,5 km², de bevolkingsdichtheid is 129 inwoners per km².
De volgende frazioni maken deel uit van de gemeente: Osteria Grande, Varignana, Poggio Grande, Vedriano, Montecalderaro, Liano, Casalecchio dei Conti, Frassineto (Molino Nuovo), Gaiana, Gallo Bolognese.

## Demografie
Castel San Pietro Terme telt ongeveer 8222 huishoudens. Het aantal inwoners steeg in de periode 1991-2001 met 6,9% volgens cijfers uit de tienjaarlijkse volkstellingen van ISTAT.
| Jaar | Inwoneraantal |
| ---- | ------------- |
| 1991 | 17.922        |
| 2001 | 19.153        |

## Geografie
De gemeente ligt op ongeveer 75 meter boven zeeniveau.
Castel San Pietro Terme grenst aan de volgende gemeenten: Casalfiumanese, Castel Guelfo di Bologna, Dozza, Medicina, Monterenzio, Ozzano dell'Emilia.

## Geboren
- Loris Capirossi (1973), motorcoureur

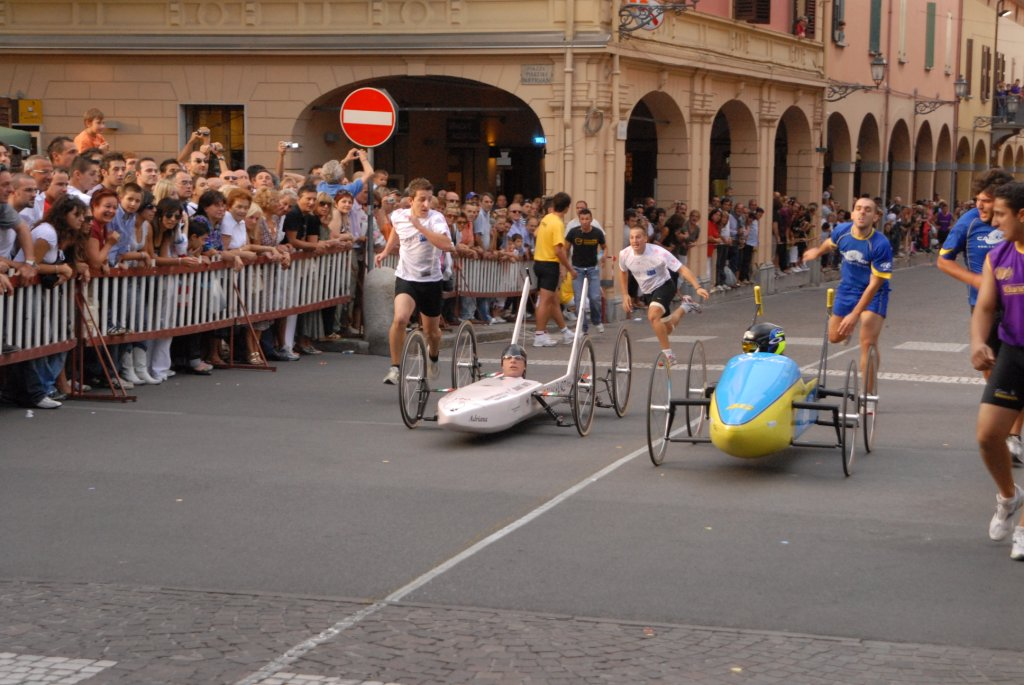
Carrera Autopodistica

- Alessia Polieri (1994), zwemster

Alto Reno Terme · Anzola dell'Emilia · Argelato · Baricella · Bentivoglio · Bologna · Borgo Tossignano · Budrio · Calderara di Reno · Camugnano · Casalecchio di Reno · Casalfiumanese · Castel Guelfo di Bologna · Castel Maggiore · Castel San Pietro Terme · Castel d'Aiano · Castel del Rio · Castel di Casio · Castello d'Argile · Castenaso · Castiglione dei Pepoli · Crevalcore · Dozza · Fontanelice · Gaggio Montano · Galliera · Granarolo dell'Emilia · Grizzana Morandi · Imola · Lizzano in Belvedere · Loiano · Malalbergo · Marzabotto · Medicina · Minerbio · Molinella · Monghidoro · Monte San Pietro · Monterenzio · Monzuno · Mordano · Ozzano dell'Emilia · Pianoro · Pieve di Cento · Sala Bolognese · San Benedetto Val di Sambro · San Giorgio di Piano · San Giovanni in Persiceto · San Lazzaro di Savena · San Pietro in Casale · Sant'Agata Bolognese · Sasso Marconi · Valsamoggia · Vergato · Zola Predosa
- Library of Congress Control Number: n97069358
- MusicBrainz: 18dd811c-695c-49d3-92e1-a9180c066433
- Nationale Bibliotheek van Israël: 987007542873405171
- Virtual International Authority File: 168559199

1. ↑  https://demo.istat.it/?l=it.